# Kurmanji
Kurmanji eller Nordkurdisk er en kurdisk dialekt, som hovedsageligt tales i det sydøstlige Tyrkiet, det nordvestlige Iran, det nordlige Irak og det nordlige Syrien. Det er den mest udbredte dialekt af kurdisk. Kurdisk bliver almindeligvis kategoriseret som et nordvestiransk sprog sammen med baluchisk. Det har også mange fællestræk med sydvestiranske sprog som persisk, til syneladende på grund af langvarig og intens, historisk kontakt. Visse myndigheder er gået så vidt som at klassificere kurmanji som et syd- eller sydvestiransk sprog.

## Skrifter og bøger
Nordkurdisk, som anvender en modificeret version af det latinske alfabet, er den mest udbredte dialekt af kurdisk sprog som tales af 80% af alle kurdere. Den tidligste dokumentation af det kurdiske sprog går tilbage til 1600-talet.
Nordkurdisk er det ceremonielle sprog for yazidismen. Den hellige bog, Mishefa Reş ("sorte bog") og alle bønner skrives og fremsiges på kurmanji.
Kurmanji er et anerkendt minoritetssprog i Armenien, hvor de fleste kurdere er yazidier.

## Kurmanjidialekter
Nordkurdisk danner et dialektkontinuum med store variationer. Almindeligvis udskiller man fem dialektområder:
- Nordvestkurmanji, tales i Kahramanmaraş (på Kurmanji: Meraş), Malatya (Meletî) og Sivas (Sêwaz) provinserne i Tyrkiet.
- Sydvestkurmanji, talas i Adıyaman (Semsûr), Gaziantep (Entab) og Şanlıurfa provinserne i Tyrkiet og Aleppo provinsen i Syrien.
- Nordkurmanji også kaldet Serhed, talas hovedsageligt i Ağrı (Agirî), Erzurum (Erzerom) og Muş (Mûş) provinserne i Tyrkiet, og i de nærmeste områder.
- Sydkurmanji, tales i Al-Hasakah provinsen i Syrien, Sinjar-distriktet i Irak, og i flera nærliggende områder i Tyrkiet omkring Mardin og Batman provinserne.
- Sydøstkurmanji også kaldet Badînî, tales i Hakkâri-provinsen i Tyrkiet og Dohuk provinsen i Irakisk Kurdistan.
- Anatolsk kurmanji tales i det centrale Anatolien, specielt i Konya, Ankara og Aksaray.

## Eksterne links
- Der findes også en Wikipedia på kurdisk.
- Institut Kurde: Kurdisk sprog, historie, bøger og artikler om de seneste nyheder (på (fransk))